# Батальони за национална защита
Батальони за национална защита (ТЕА) (на гръцки: Τάγματα Εθνοφυλακής Αμύνης, ΤΕΑ) е паравоенна организация, активна в Гърция (особено в Северна Гърция) в периода 1948 - 1982 година, под контрола на Министерство на националната защита. Организацията е формирана през септември 1948 година в средата на Гръцката гражданска война (1946-1949) по решение на Генералния щаб на Гръцката армия. Батальоните са попълнени от доказани „антикомунисти“, в това число бивши колаборационисти, фашисти и дори криминални елементи.
Организацията е разтурена през 1982 година от социалистическото правителство на Андреас Папандреу и заменена от Национална гвардия.